# Oak Park (Michigan)
Oak Park é uma cidade localizada no estado americano de Michigan, no Condado de Oakland.

## Demografia
Segundo o censo americano de 2000, a sua população era de 29.793 habitantes.
Em 2006, foi estimada uma população de 30.960, um aumento de 1167 (3.9%).

## Geografia
De acordo com o United States Census Bureau tem uma área de 13,0 km², dos quais 13,0 km² cobertos por terra e 0,0 km² cobertos por água.

## Localidades na vizinhança
O diagrama seguinte representa as localidades num raio de 8 km ao redor de Oak Park.